# 阿弥陀堂だより
『阿弥陀堂だより』（あみだどうだより）は、南木佳士の小説、及びそれを原作とした日本映画。

## あらすじ
とある理由によりパニック障害を患った妻を連れて帰郷した夫と、阿弥陀堂を守る老女との交流を描く。

## 映画
2002年10月5日に公開された小泉堯史監督・脚本の日本映画。東宝とアスミック・エースにより配給された。本作品に出演している北林谷栄が第26回日本アカデミー賞最優秀助演女優賞を、小西真奈美が新人俳優賞を、それぞれ受賞している。キャッチコピーは「忘れていた，人生の宝物に出逢いました」。

### 概要
自然豊かな山村で暮らし始めた一組の夫婦が、阿弥陀堂を守る老婆などの村人との交流から「生きること・死を迎えること」を肌で感じていく約1年間の物語。
ロケは、長野県飯山市を中心とした奥信濃と呼ばれる地域で行われた。本作では四季を描くため撮影期間は約一年間、実際の日数にして100日以上に及んだ。のべ300人近い地元の人々がエキストラ出演などで参加。作中でおうめが暮らす阿弥陀堂はロケ地に作られたセットで、監督の小泉が撮影前に現地でセットの設営場所を探した所、小高い山を背に眼下に見える千曲川を含めた町並みの景色を気に入りそこにセットを組むことを決めた。
農林水産省、JA全中(全国農業協同組合中央会)、(財)都市農山漁村交流活性化機構、
日本赤十字社推薦。
北林は、本作の撮影オファーをもらった時90歳を越えていたため、撮影に臨むには年齢的に無理だと思い断ろうとした。しかし、若い頃に演劇で苦楽を共にした宇野重吉の息子である寺尾が主演と聞き、「以前から聰さんに一度会いたいと思っていた。彼と共演できるならどんなことがあっても出ないと」との思いから本作の出演を決めた。
また、製作発表記者会見の席では報道陣を前に「私にとって最後となるかもしれないこの作品で、聰ちゃんと一緒に仕事ができたことを幸せに思っています。この共演は私の運命が、聰ちゃんに会わせてくれる最後のチャンスだったのだと思います」と涙を交えて語った。

### あらすじ（映画版）
春頃、上田孝雄は故郷である山深い谷中村で暮らすことを決めて、妻・美智子と共に数十年ぶりに実家に戻ってくる。美智子は東京で医師として働いていたが少し心のバランスを崩しており、上田は妻の治療のため自然豊かな故郷で暮らすことを決めたのだった。美智子は村人たちに「ちょっと病気をした」とだけ伝えた上で、週3日の条件ながら診療所で働きはじめる。
村には阿弥陀堂を守る老婆・おうめや、ガンを患い自宅療養中の上田の恩師・幸田重長がおり、上田夫妻は時々両者の家を訪れて交流を深めていく。おうめは日常生活や心に思ったことを知人女性・石野小百合の代筆で、村の広報紙に『阿弥陀堂だより』というコラムとして載せていた。上田夫妻はおうめのコラムから自然体で暮らすことの大切さを知り、幸田からは夫婦としての終活についての考えを知るようになる。
その後上田夫妻はおうめ、小百合、幸田夫妻との交流に加え、地元の子供たちと遊んだり自然豊かな田舎で色々と体験しながら季節は過ぎていく。秋を迎えた頃、首に違和感を感じた小百合が診療所に訪れ美智子の診察を受けると、数年前に治療した肉腫の再発が判明してしまう。小百合は街の病院に入院することになるが、美智子は経験の浅い担当医からの電話で治療への協力を求められる。
美智子は東京にいた頃小百合と同じ症例の患者の治療に携わった経験はあったが、「もう何年も前の話。今の自分に治せるだろうか」と不安がよぎる。美智子の話を聞いた上田は不安を払拭するように温かく妻を励まし、勇気づけられた彼女は後日街の病院で担当医と協力して小百合の手術を成功させる。
谷中村の木々が赤や黄色に色づく頃上田夫妻は幸田の臨終に立ち会い、幸田夫妻の最後のやり取りから夫婦の看取り方の一つを目の当たりにする。冬になり雪が積もる中、上田夫妻は退院したばかりの小百合を連れておうめのもとに現れ、再会を喜び合う。さらに季節は流れ春が暖かさを運んできた頃、美智子から妊娠の知らせを聞いた上田は、おうめや小百合たちと写真を撮るのだった。

### スタッフ
- 監督/脚本：小泉堯史
- 音楽：加古隆
- 撮影：上田正治
  - セカンド撮影：北澤弘之
- 美術：村木与四郎、酒井賢
- 照明：山川英明
- 録音：紅谷愃一
- 編集：阿賀英登
- 助監督：酒井直人
- 衣装協力：黒澤和子
- 題字：今井凌雪
- 音響効果：東洋音響カモメ（齊藤昌利）
- 「剣の舞」指導：大竹利典
- 古面提供：岩崎久人
- 現像：IMAGICA
- スタジオ・MA：東映東京撮影所
- 協賛：資生堂、信濃毎日新聞社
- ロケ協力：長野県、飯山市、飯山市振興公社、木島平村　ほか
- 協力：浄土宗
- エグゼグティブプロデューサー：原正人、椎名保
- プロデューサー：柘植靖司、桜井勉、荒木美也子
- 製作協力：シネマ・クロッキオ
- 製作プロダクション：アスミック・エース
- 製作：「阿弥陀堂だより」製作委員会　（アスミック・エース、日本出版販売、IMAGICA、テレビ東京、住友商事、博報堂、角川書店）

### キャスト
上田孝夫
演 - 寺尾聰
小説家。東京で美智子と暮らしていたが、冒頭で数十年ぶりに谷中村の実家で暮らし始める。妻思いで穏やか。自宅で一応執筆活動をしているが、10年前に新人賞を受賞したのちは鳴かず飛ばずの状態。その受賞時に幸田からもらった「有名になったからと言って浮かれすぎないように」と釘を刺すような内容の手紙を自己を戒める思いから大事にしている。谷中村に戻ってからは暇を持て余しているため、周りの人たちの頼まれごとなどを手伝い始める。また、美智子と共におうめや幸田の自宅に訪れて会話する。母譲りの読書好きで、作中の自宅には母が書き写した宮沢賢治の「雨ニモマケズ」の詩が飾られている。
上田美智子
演 - 樋口可南子
上田の妻。医師。42歳。以前は東京で優秀な医師として働いており、谷中村では保育園の一室を診療所として充てがわれ月・水・金の午前中だけ働き始める。元気そうだがパニック障害（恐慌性障害）を患っており、たまに発作により動悸や息苦しさを感じることがあり、上田以外の人には「ちょっと病気になった」とだけ説明して村で過ごし始める。寝付きが悪いため就寝前に睡眠薬を飲んでいる。過去に上田の子を流産した経験がある。
おうめ婆さん
演 - 北林谷栄
谷中村の阿弥陀堂を守る老女。96歳。阿弥陀様が祀られた阿弥陀堂に簡素な炊事場がついた小さな家で1人暮らししている。細々と畑仕事をしながら、小百合の協力を得て村の広報紙に『阿弥陀堂だより』というコラムを載せている。一年前の冬に血圧が一時高くなって倒れたことがあり、血圧測定がてら自宅に訪れるようになった上田夫妻と交流を始める。小百合の病気の再発を知り無事に治るよう阿弥陀様に祈る。子供の頃はよく熱を出して周りから心配されていたのに、長生きできたことから命というものを不思議に思っている。
石野小百合
演 - 小西真奈美
『阿弥陀堂だより』のコラムの代筆担当者。おうめの話をテープレコーダーに録音した後、自分なりに文章を整えて月一で発行される村の広報紙に載せている。3年前に喉の病気になった影響で話せなくなった。耳は聞こえるが、人と会話する時は紙に文章を書いてやり取りをしている。コラムの文章について、上田から「簡素な中にも味がある」と評される。愛読書は、プーシキンの詩集で、作中では「日々の命の営みが」で始まる詩が上田によって朗読される。
幸田重長
演 - 田村高廣（特別出演）
詳しくは不明だが上田の恩師。彼からは「先生」と呼ばれている。末期の胃がんを患って自宅療養中。死後のことを考えて物を処分する（今で言う終活）などをしている。自分が生きた証を残すことや自身の葬儀をすることに否定的な考えを持つ。戦時中に結婚したが直後にシベリアに強制連行された過去がある。最近は、自宅で習字を練習している。後日自身が大事にする刀を上田に譲る。
幸田ヨネ
演 - 香川京子
幸田の妻。病気療養中の夫に好きなものを好きなように食べさせるなど本人の意志を尊重し、夫に寄り添っている。満州で幸田と知り合い戦時中に結婚したが、夫がシベリアに連行された後引き上げ時に子供を亡くし、夫が帰るまでの約11年間を1人日本で暮らしていた。幸田の最後を覚悟しながらもある日美智子に辛い胸の内を打ち明ける。
石野助役
演 - 井川比佐志
小百合の父。美智子の歓迎会に出席し他の主な男性村人または村役場の職員たちで上田夫妻を持て成す。その後小百合の手術に親族の女性と街の病院に訪れ、手術を担当する美智子から状況を聞く。
村長
演 - 内藤安彦
谷中村に夫婦で暮らすことになった上田夫妻の歓迎会を開く。無医村である谷中村で医師として働いてもらえることになった美智子に感謝の言葉を述べる。
中村医師
演 - 吉岡秀隆
谷中村から少し離れた街の総合病院で働く、小百合の主治医。医者になって5年目の若い医師だが、小百合の治療前に美智子の論文を読んでから臨むなど、勉強熱心で謙虚な人物。ただし本人は「寂しがり屋なため知り合った人が心を許せる人かを試してしまう癖がある」とのこと。小百合のような症例を経験したことがないらしく美智子に治療の立ち会いを求める。
田辺
演 - 塩屋洋子

## 言葉
- おうめ婆さん: 小説っていうのは嘘の話でありますか、それともほんとの話。
- 上田孝夫: 嘘の話なんだけども、ほんとのことを伝えるための嘘の話って言ったらいいかな。
- 小百合: 小説とは、阿弥陀様を言葉で作るようなものだと思います。